# San Nicolás Cebolletas
San Nicolás Cebolletas är en ort i Mexiko.   Den ligger i kommunen Tulancingo de Bravo och delstaten Hidalgo, i den sydöstra delen av landet, 120 km nordost om huvudstaden Mexico City. San Nicolás Cebolletas ligger 2 134 meter över havet och antalet invånare är 637.
Terrängen runt San Nicolás Cebolletas är platt åt nordväst, men åt sydost är den kuperad. Runt San Nicolás Cebolletas är det tätbefolkat, med 530 invånare per kvadratkilometer. Närmaste större samhälle är Tulancingo, 8,7 km söder om San Nicolás Cebolletas. Omgivningarna runt San Nicolás Cebolletas är en mosaik av jordbruksmark och naturlig växtlighet.